# Amata herzii
Amata herzii är en fjärilsart som beskrevs av Turati 1917. Amata herzii ingår i släktet Amata och familjen björnspinnare. Inga underarter finns listade i Catalogue of Life.